# Orangeryggig eldvävare
Orangeryggig eldvävare (Euplectes aureus) är en fågel i familjen vävare inom ordningen tättingar.

## Utseende och läte
Orangeryggig eldvävare är en liten och kortstjärtad eldvävare med kraftig näbb. Hane i häckningsdräkt är en mycket vacker fågel, med mestadels svart fjäderdräkt och gulorange på ryggen. Hona och hane utanför häckningstid är bruna och streckade med gul anstrykning i ansiktet. Sången består av en serie sträva betonade toner.

## Utbredning och systematik
Fågeln förekommer i buskmark i kustnära områden i Angola samt även på São Tomé där den är införd. Den behandlas som monotypisk, det vill säga att den inte delas in i några underarter.

## Levnadssätt
Orangeryggig vävare hittas i gräsmarker, öppen savann och igenvuxen jordbruksbygd.

## Status
Arten har ett begränsat utbredningsområde, men beståndet anses vara stabilt. IUCN kategoriserar arten som livskraftig.